# Holly

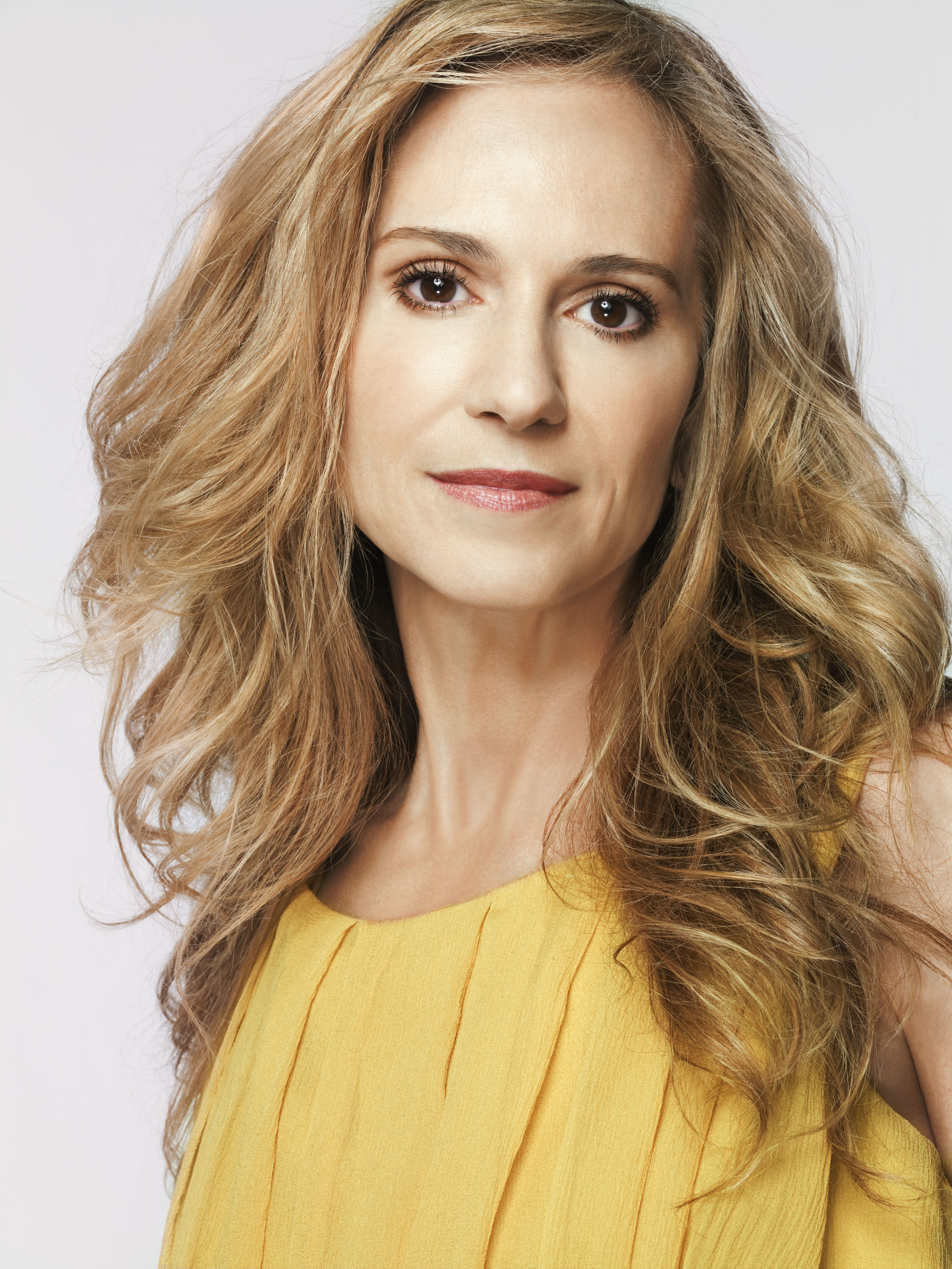
Holly Hunter

Holly är ett engelskt kvinnonamn som betyder järnek.
Den 31 december 2014 fanns det totalt 478 kvinnor folkbokförda i Sverige med namnet Holly, varav 408 bar det som tilltalsnamn.
Namnsdag: saknas

## Personer med namnet Holly
- Holly Black, amerikansk författare
- Holly Bleasdale, brittisk friidrottare
- Holly Brooks, amerikansk längdskidåkare
- Holly Marie Combs, amerikansk skådespelare och producent
- Holly Davidson, brittisk skådespelare
- Holly Golightly, brittisk singer-songwriter
- Holly Hunter, amerikansk skådespelare
- Holly Montag, amerikansk dokusåpadeltagare
- Holly Palmer, amerikansk sångerska
- Holly Robinson Peete, amerikansk skådespelare
- Holly Valance, australisk sångerska och skådespelare
- Holly Willoughby, brittisk modell och programledare